# 馬賊
馬賊是土匪的一種，指運用騎兵組織的機動力，進行戰鬥、貿易行為的盜匪團體。其中較具代表性者為清朝末期開始於滿洲活躍的馬賊，自明代以來即有以騎馬射箭而劫掠行人的響馬。

## 歷史
馬賊一詞約始於清朝。王度《历年守城记》載：“马贼滕天凤攻破泰安城，杀死官员徐来聘等人。”由於清朝對東三省的控制能力下降、盜匪增加、治安惡化等因素，中國東北各地民眾組織了帶有團練或巡守隊性質的自衛組織。中國辛亥革命後隨著社會混亂局面加劇，這些自衛組織也開始淪為「馬賊」。
馬賊重視馬術、射擊等技能，有所謂「以七為局」，會組成七人以上的集團。主要是由籍貫、宗族等關係組成，但亦有外國人士（如俄羅斯帝國及白俄、日本帝國和朝鮮等地的駐華僑民）加入。
馬賊原則上效法《水滸傳》中梁山泊的遊俠精神，嚴格禁止強姦或者虐待等行為，甚至於勢力範圍內也有進行布施貧苦、修橋造路等慈善活動的狀況，不過事實上，大多數的馬賊紀律並不好。
此外，許多馬賊也會接受政府招安，擁有公家番號並成為正規軍的一部分。如馬占山等馬賊頭目因而躍升為民國軍閥的一員，甚至有張作霖這類成為中華民國陸海軍大元帥的人，奉系軍閥早期的大多數將領與馬賊有關。
關東軍於滿洲的控制力逐漸增強後，馬賊與日本軍的衝突便逐漸加重，也就逐漸形成現今社會對馬賊的不良印象。民國初年，為了加強對外蒙古的控制，蘇聯便扶植滿洲當地的馬賊對抗日本。而關東軍為了擴張勢力，也扶植當地馬賊進行反共等工作。第二次世界大戰結束後，隨著滿洲國的消失與國共內戰的開始，馬賊組織也逐漸式微。

## 著名馬賊
- 王永清
- 張作霖
- 張景惠
- 馬占山
- 謝文東
- 馮麟閣
- 白音大賚
- 陶克陶胡
- 白朗
- 尚旭東（本名小日向白朗）
- 張宗援（本名伊達順之助）
- 原田左之助（傳說）